# Ahuriri (Nouvelle-Zélande)
Ahuriri est une banlieue de la cité de Napier, dans la région de Hawke's Bay dans l’Île du Nord de la Nouvelle-Zélande.

## Histoire
La secteur d’Ahuriri était un site majeur de la colonisation tant des Māori que des européens et le site du "Port de Napier", du moins jusqu’au séisme de 1931 à Hawke’s Bay, qui en a modifié l’aspect. 
Il a depuis été depuis redéveloppé comme une zone plutôt mixte commerciale et résidentielle.

## Démographie

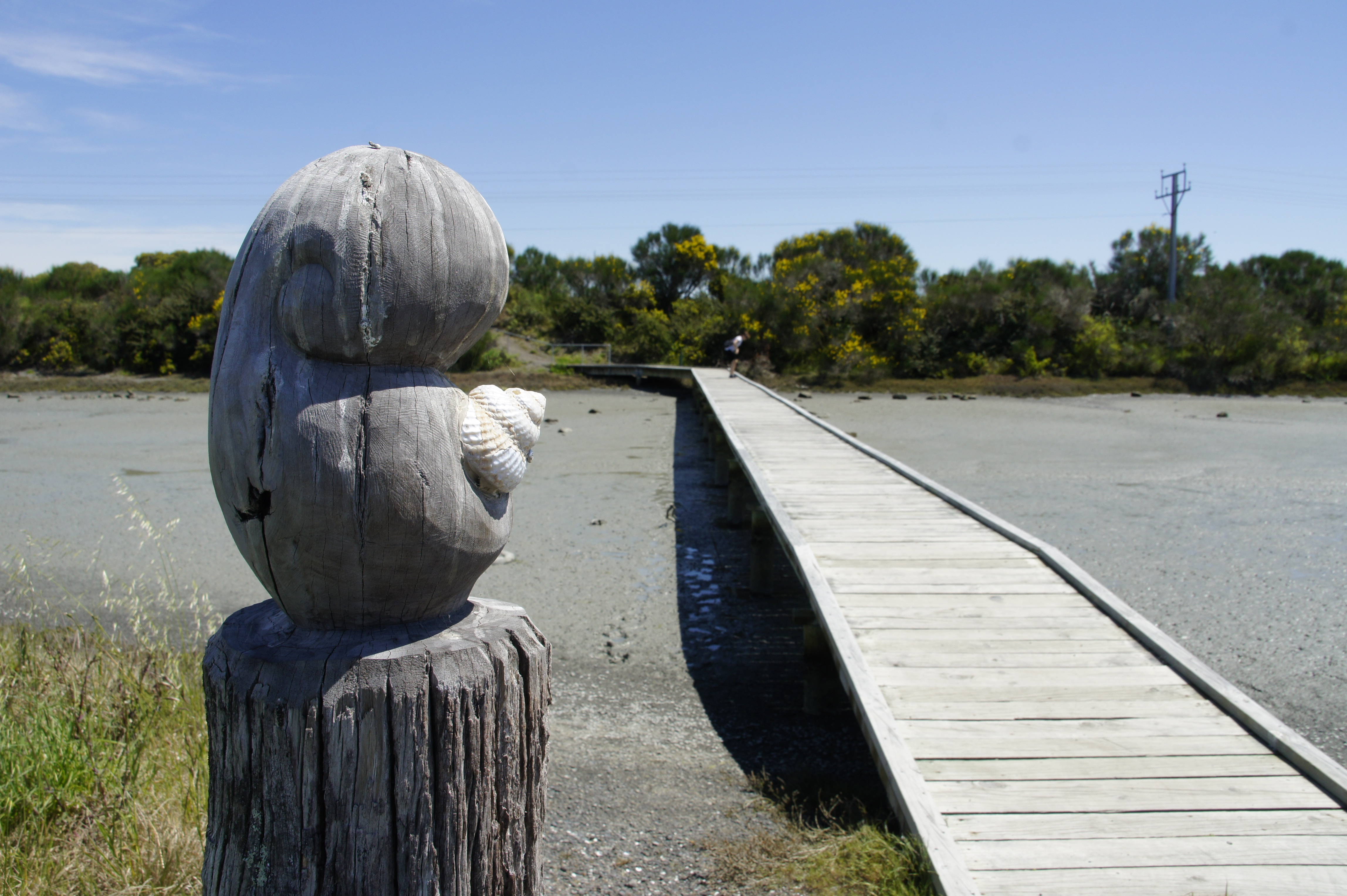
Chemin de marche de l’estuaire d’Ahurir

Ahuriri avait une population de 1 161 résidents lors du recensement de 2018 en Nouvelle-Zélande, en augmentation de 72 personnes( soit 6,6 %) depuis le recensement de 2013 en Nouvelle-Zélande, et une augmentation de 303 personnes (soit 35,3 %) depuis le recensement de 2006 en Nouvelle-Zélande. 
Il y avait alors 510 logements. 
On notait la présence de 528 hommes et 630 femmes, donnant un sexe-ratio de 0.84 homme  pour une femme. 
L’âge médian était de 59,4 ans (comparé au 37,4 ans au niveau national), avec 108 personnes (soit 9,3 %) âgées de moins de 15 ans, 138 personnes (soit 11,9 %) âgées de 15 à 29 ans, 432 personnes (soit 37,2 %) âgées de 30 à 64 ans, et 486 personnes (soit 41,9 %) âgées de 65 ans ou plus.
L’ethnicité était pour 92,0 % européens/Pākehā, 10,6 % Māoris, 0,8 % personnes du Pacifique, 2,8 % asiatiques et 1,6  % d’autre ethnicité (le total peut faire plus de 100% dans la mesure où une personne peut s’identifier de multiples ethnicités).
La proportion de personnes nées outre-mer était de 18,3 %, comparée avec les 27,1 % au niveau national.
Bien que certaines personnes objectent de donner leur religion, 45,0 % n’ont aucune religion, 44,7  % étaient chrétiens, 0,8 % étaient hindouistes, 0,3 % étaient musulmans, 0,3 % étaient bouddhistes et 2,3  % avaient une autre religions.
Parmi ceux d’au moins 15 ans d’âge, 231 personnes (soit 21,9 %) avaient un niveau de bachelier ou un degré supérieur et 195 personnes (soit 18,5 %)  n’avaient aucune  qualification formelle. 
Les revenus médians était de 31 300 $, comparés aux 31 800 $ au niveau national. 
Le statut d’emploi de ceux d’au moins 15 ans d’âge était pour 417 personnes (soit 39,6 %) un emploi à plein temps, 114 personnes (soit 10,8 %) étaient à temps partiel et 21 personnes (soit 2,0 %) étaient sans emploi

## Éducation
- L’école de «Port Ahuriri School» est une école primaire, publique, mixte , allant de l’année 1 à 6 [3],[4] avec un effectif de 280 élèves en mars 2021[5]